# منتخب كرواتيا لكرة الطائرة للسيدات
منتخب كرواتيا الوطني لكرة الطائرة للسيدات (بالكرواتية: Hrvatska ženska odbojkaška reprezentacija)‏ هو ممثل كرواتيا الرسمي في المنافسات الدولية في كرة طائرة في فئة كرة الطائرة للسيدات.